# 软件开发工具
软件开发工具（英語：software development tool，或）为软件开发服务的各种软件和硬件。
软件开发工具根据在不同软件开发生命周期中起到的作用可以分为：
- 软件建模工具，用于描述系统的需求，辅助设计。

- 软件实施工具，用于程序设计，编码和编译，包括程序语言开发环境和集成开发环境。前者主要提供程序语言的预编译，编译，链接的工具，后者包括代码编辑器在内的编辑器，代码生成器，运行环境和调试器。

- 模拟运行平台，用于模拟系统的实际运行环境。

- 软件测试工具，用于对系统，子系统，模块或单元进行测试的工具。

- 软件开发支撑工具，主要是软件配置管理工具。